# Koharik Schirinian
Koharik Schirinian (* 1865 in Istanbul; † 1935 ebenda) war eine armenische Schauspielerin, die Methoden der Comédie-Française auf die osmanischen Bühnen einführte.
1874 hatte sie ihren ersten Auftritt in einer Kinderrolle im Gedik Paşa Theater (später bekannt als Osmanisches Theater) von Agop Güllü. 1878 bis 1880 war sie Solosängerin und spielte in Aushilfsrollen. Ab 1882 war sie Sopran in Serovpe Benliyans Operntruppe. Nach der Schließung von Benliyans Theater stieß sie 1887 zur Schauspielertruppe von Mardiros Minakyan. Zehn Jahre lang spielte sie Hauptrollen in der Osmanischen Komödientruppe.